# Saul Rosenzweig
Saul Rosenzweig (ur. 7 lutego 1907 w Bostonie, zm. 9 sierpnia 2004 w Saint Louis) – amerykański lekarz psychiatra i psychoanalityk. Absolwent Harvard College (1932). Wykładał na Washington University in St. Louis od 1948 do 1975 roku.

## Wybrane prace
- Some implicit common factors in diverse methods of psychotherapy. American Journal of Orthopsychiatry 6: 412–415 (1936)